# Kurayoshi, Tottori
Kurayoshi (倉吉市 Kurayoshi-shi) là một thành phố thuộc tỉnh Tottori, Nhật Bản.